# Хартфордский университет

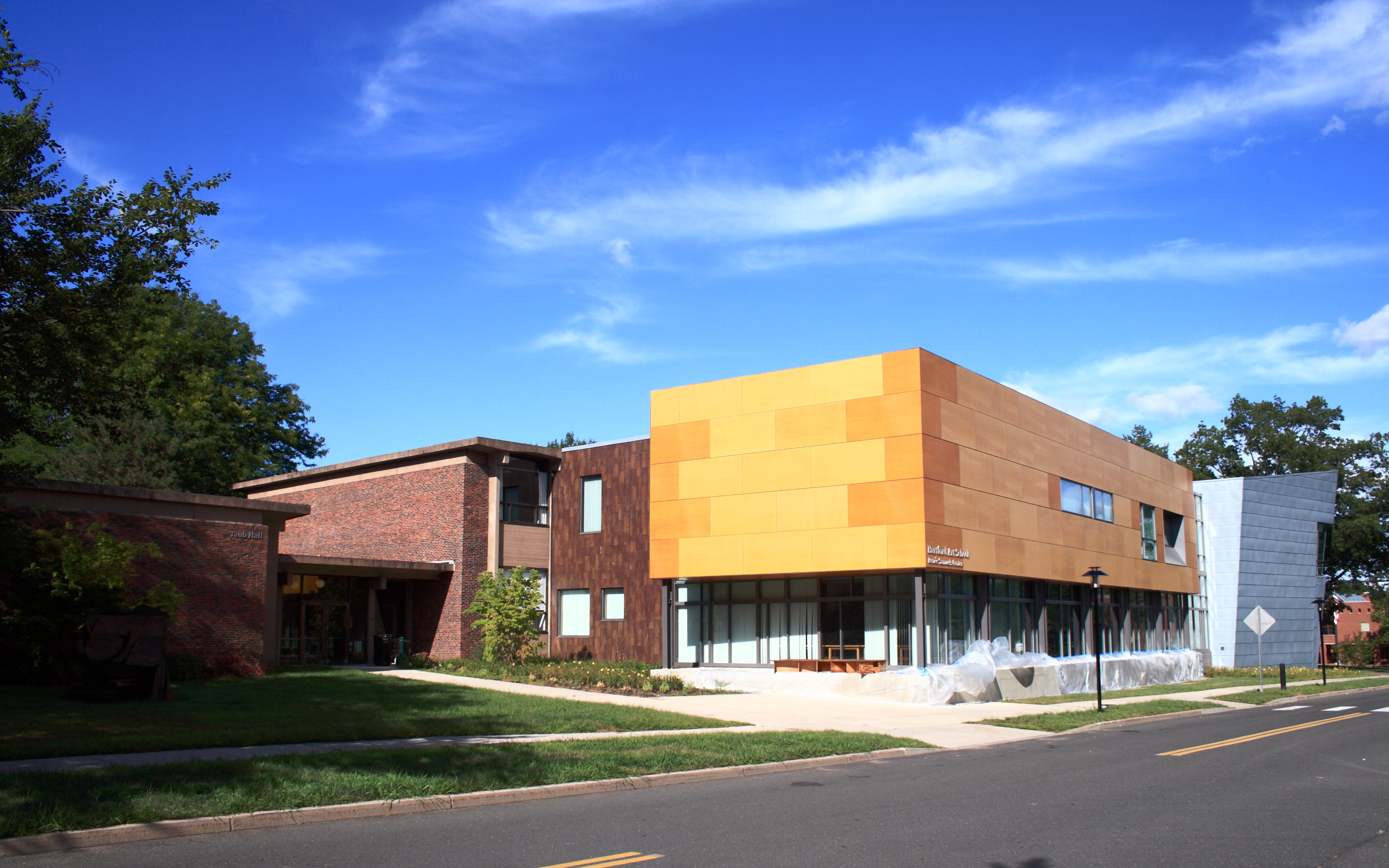
Хартфордская художественная школа

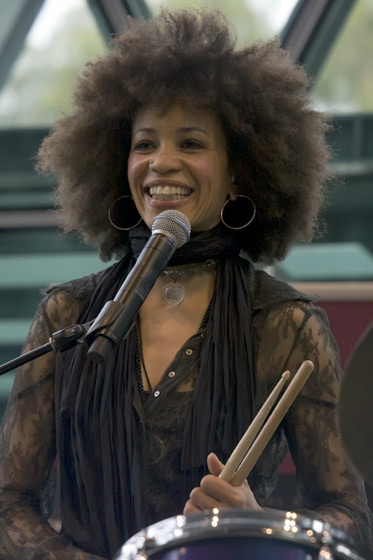
Сидни Блэкман

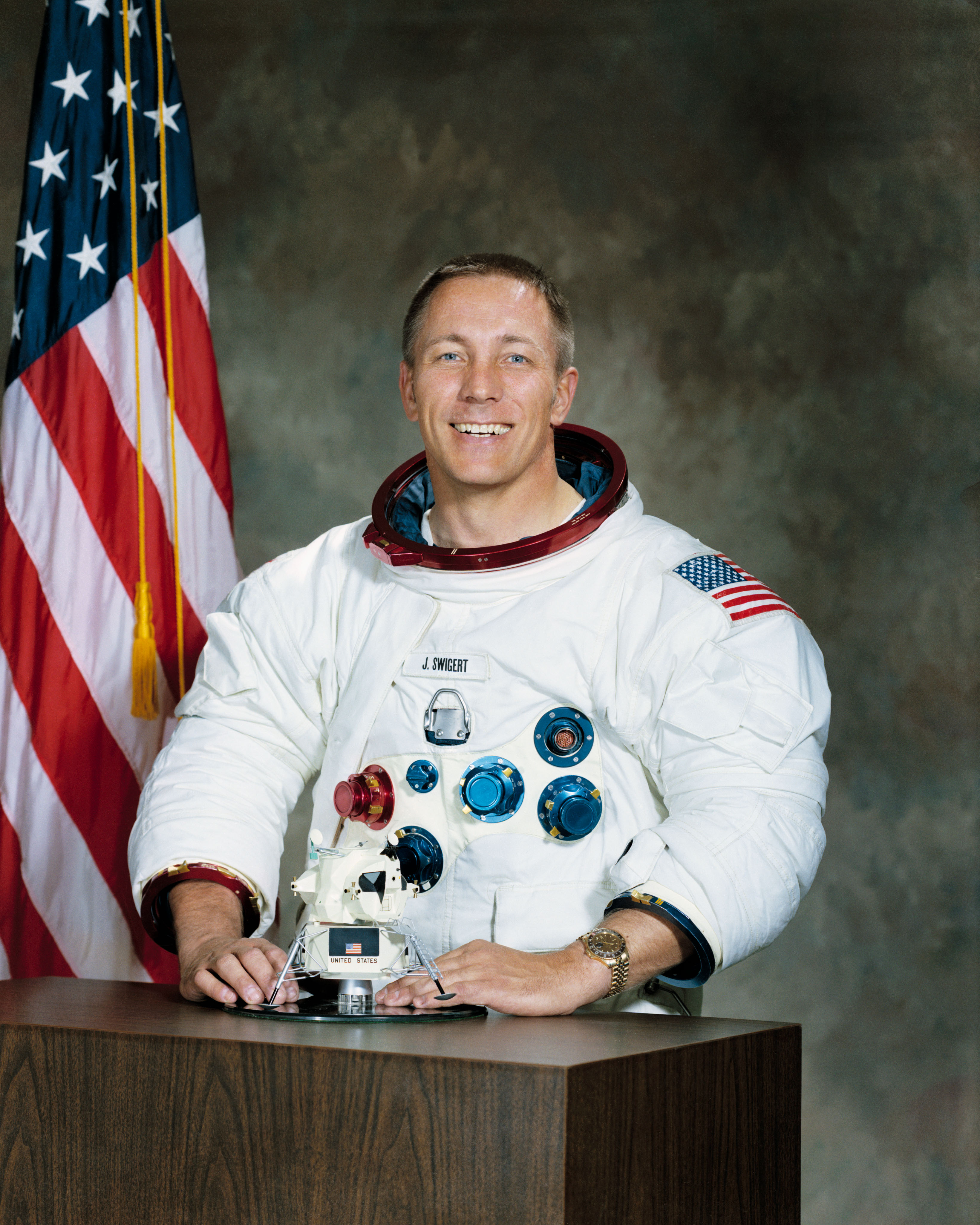
Джон Суайгерт

Хартфордский университет (англ. University of Hartford) — частный университет, расположенный в городе Западный Хартфорд, в штате Коннектикут, США. В Университете обучается около 6,5 тыс. студентов, которые приехали из 48 штатов США и из 43 стран мира.

## История
Хартфордский университет основан в 1957 году на основе объединения Хартфордской художественной школы, Хиллиер колледжа и Школы музыки Харта.
Хартфордская художественная школа была основана в 1877 году группой женщин, в том числе женой Марка Твена. Хиллиер колледж основан в 1879 году, а Школа музыки Харта — в 1920 году.

## Структура
- колледж искусств и наук
- Хартфордская художественная школа
- Хартт школа (консерватория исполнительских искусств)
- школа-бизнеса Барни
- колледж техники, технологии и архитектуры
- колледж образования, медсестёр и медицинских специальностей
- колледж исследований

## Образовательные программы
В университете обучают по 84 программам бакалавриата и 30 программам магистратуры.

## Известные выпускники
- Айрленд, Марин — американская актриса.
- Альмо, Джия — американская актриса.
- Бейкер, Вин — игрок НБА.
- Бессетт, Мэтт — американский боец смешанного стиля.
- Блэкман, Синди — американская джаз- и рок-барабанщица.
- Брауэр, Лео — кубинский композитор.
- Дагмор, Эдвард — американский художник-экспрессионист.
- Лав, Миа — американский политик, член Палаты представителей США от 4-го избирательного округа Юты с января 2015 года.
- Лоу, Дэмион — ямайский футболист, защитник сборной Ямайки.
- Оливейра, Элмар — американский скрипач португальского происхождения.
- Равоса, Кармино — американский композитор и автор текстов, певец, пианист, продюсер, режиссёр и музыкальный историк, один из самых популярных поэтов-песенников в Америке.
- Суайгерт, Джон Леонард — астронавт США.
- Тейлор, Чип — американский композитор, исполнитель кантри-музыки и актёр.
- Уорвик, Дайон — американская поп-певица, лауреат пяти премий «Грэмми».
- Флорес, Франсиско — президент Сальвадора в 1999—2004 годах.
- Фусс, Соня — немецкая футболистка, защитник сборной Германии, двукратный чемпион мира (2003 и 2007), трёхкратный чемпион Европы (1997, 2005 и 2009), бронзовый призёр летних Олимпийских игр (2004).
- Шпанин, Станислав Владимирович — американский художник-концептуалист.

## Известные преподаватели
- Бромли, Дэвид — американский социолог религии.
- Бронштейн, Рафаэль — американский скрипач и музыкальный педагог.
- Брюк, Шарль — французский дирижёр.
- Гарбузова, Рая — русская и американская виолончелистка.
- Гилья, Оскар — итальянский гитарист, исполняющий академическую музыку.
- Келлер, Дин Галлоуэй — американский художник.
- Льюис, Бренда — американская оперная певица (сопрано), актриса музыкального театра, оперный режиссёр, педагог.
- Нейдер, Ральф — американский адвокат и политический активист.
- Ресту, Дениз — франко-американская клавесинистка и музыковед.
- Роджерс, Бернард — американский композитор.
- Франкетти, Альберто — итальянский композитор.
- Эйнштейн, Альфред — немецкий музыковед-историк, музыкальный критик, издатель.
- Яннарос, Димитриос — американский экономист и политик-демократ греческого происхождения.